# Giorgio Baroni Cavalcabò
Giorgio Baroni Cavalcabò (Borgo Sacco, 5 maggio 1717 – Parigi, ottobre 1799) è stato un avventuriero e diplomatico italiano.

## Biografia
La fortuna di Giorgio Giuseppe Andrea Baroni Cavalcabò, nato a Borgo Sacco presso Rovereto il 5 maggio 1717 e morto a Parigi agli inizi di ottobre del 1799, raggiunse il suo apice quando l'imperatrice Caterina II di Russia,  per affrontare la quinta quinta guerra russo-turca, lo nominò suo incaricato d'affari presso l'Ordine di Malta. 

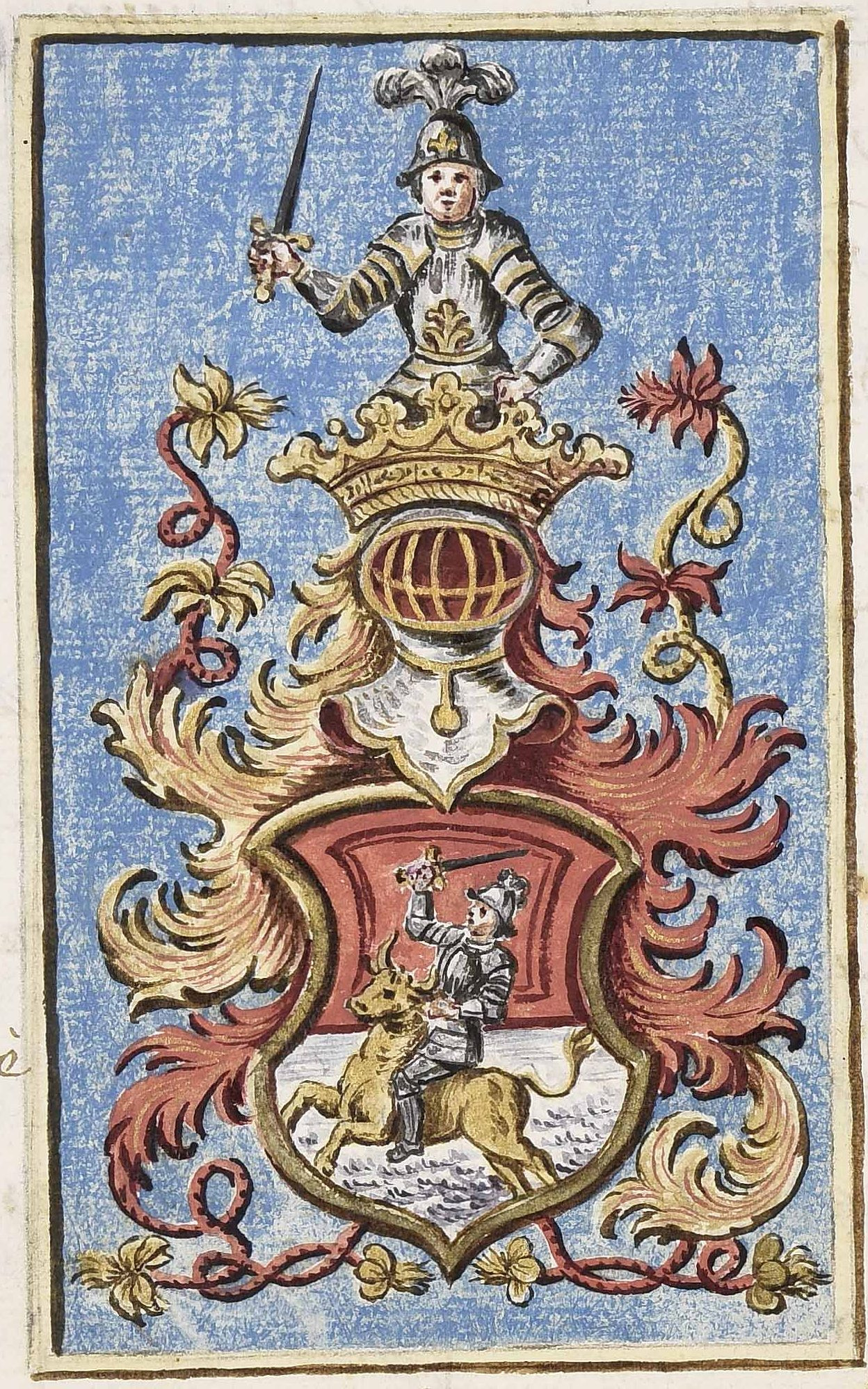
Arma della famiglia Bonfioli (poi Baroni Cavalcabò) confermata con miglioramento dall'imperatore Carlo V d’Asburgo il 9 giugno 1548.

La flotta russa che nel 1769 fece la sua prima apparizione nel Mar Mediterraneo aveva l'esigenza di una base logistica a Malta. L’azione diplomatica complessa svolta dal marchese Giorgio Cavalcabò sull'isola si protrasse per sei anni conquistando l’apprezzamento di Caterina II, che gli assicurò in premio una pensione a vita.

### Nella monarchia asburgica
Il marchese Giorgio Baroni Cavalcabò vantava la sua discendenza da Guglielmo Cavalcabò, signore di Cremona e marchese di Viadana, risalente al principio del XIV secolo. Appassionato collezionista d’arte, era cugino del pittore trentino Gaspare Antonio Baroni Cavalcabò.
Dopo avere studiato nelle università di Innsbruck e Bologna, Cavalcabò prese dimora a Vienna dove dal 1738 fu al servizio come primo gentiluomo di Anna Vittoria di Sassonia-Hildburghausen, prima figlia di Luigi Tommaso di Savoia-Soissons, nipote ed erede universale del principe Eugenio di Savoia. Nel 1749 si congedò bruscamente da questa e fu assunto quale governatore dei figli maschi del principe Karl Maximilian von Dietrichstein che condusse in viaggio d’istruzione attraverso l’Europa (1749-1751). Deluso nella sua speranza d’ottenere un impiego alle dipendenze dirette dell’imperatore Francesco I o dell’imperatrice Maria Teresa d'Austria, Giorgio Cavalcabò raggiunse nel 1756 suo fratello Melchiorre, capitano e amministratore a Segna e Carlopago. Nel corso di questi anni i due fratelli Cavalcabò avanzarono senza successo istanze presso la corte di Vienna per il riconoscimento dei loro diritti sui beni goduti dagli avi a Viadana. Queste insistenze finirono per guastare i loro rapporti con la Casa d'Asburgo.

### La disgrazia
Caduti in disgrazia alla corte imperiale, entrambi i fratelli nel 1758 si rifugiarono nel Principato di Neuchâtel chiedendo la protezione di Federico II di Prussia. Il marchese Giorgio Cavalcabò poté inoltre ancora contare su influenti conoscenze in altre parti d'Europa. Tra queste emergevano il conte Karl von Cobenzl, ministro plenipotenziario nei Paesi Bassi austriaci e, a Braunschweig, la duchessa-principessa Filippina Carlotta di Prussia. Nel 1763 propose un articolato Plan d’une Académie pour l’éducation de la noblesse, sottoposto all’attenzione di Federico II. Il progetto non fu accolto, anche perché avrebbe lasciato agli accademisti una libertà intollerabile per il re. D’altra parte lo stesso Federico elaborò un suo piano di Accademia, che inviò per un parere al celebre enciclopedista d’Alembert. 
Amareggiato per questa ed altre delusioni inflittegli nel Sacro Romano Impero, Giorgio Cavalcabò deliberò di trasferirsi in Russia, nella prospettiva di trarre profitto dalla politica di colonizzazione e sviluppo economico che stava attuando il governo imperiale. 

### Al servizio dell'imperatrice Caterina II di Russia
A San Pietroburgo incontrò colui che diverrà un suo potente protettore, il conte Grigorij Grigor'evič Orlov, favorito della grande Caterina II. Ammesso alla nobiltà russa nel 1767, apprezzato dall’imperatrice, questa designò nel 1769 Giorgio Cavalcabò suo rappresentante presso il Gran Maestro dell'Ordine di Malta.
Nell’isola di Malta, Cavalcabò seppe guadagnarsi la stima del gran maestro Manuel Pinto de Fonseca. Questi, pur evitando ogni coinvolgimento militare nel conflitto contro i Turchi, accettò comunque informalmente di fornire sull’isola una base per la marina dell’imperatrice Caterina II. 
D’altra parte, il suo riserbo e la sua bravura nell’agire con segretezza resero Giorgio Cavalcabò atto a gestire i contatti con gli organizzatori della - peraltro fallimentare - congiura del 1772 che avrebbe dovuto ‘emancipare’ Malta dal governo dei cavalieri avvalendosi dell’interessato appoggio della Russia.
Dopo l’elezione del nuovo gran maestro Francisco Ximenes de Texada, nel 1773, meno accondiscendente alle richieste diplomatiche di San Pietroburgo rispetto al predecessore, Cavalcabò fu trattato con diffidenza, sospettato di congiurare contro il governo dei cavalieri e l’indipendenza dell’isola.
Parallelamente, l’incaricato d’affari russo a Malta assolveva con efficacia ai suoi compiti nell’ambito del sistema informativo al servizio di Caterina II che collegava l’area mediterranea con San Pietroburgo. La scoperta, nell’autunno 1775, della partecipazione al complotto di tre anni prima rese inevitabile il richiamo da Malta dell’incaricato d'affari Giorgio Cavalcabò. Nondimeno, risulta importante il contributo personale da lui assicurato all’esito felice della Guerra russo-turca (1768-1774) nell’ottica dell’Impero russo. Mediante la sua sagace azione diplomatica, egli contribuì per sua parte agli eventi che condussero infine alla firma del Trattato di Küçük Kaynarca nel 1774. L’imperatrice Caterina II dimostrò di saper apprezzare i meriti della sua ‘creatura’, e ricompensò Giorgio Cavalcabò con un vitalizio di mille rubli all’anno.

### Il tramonto
Dopo il 1778 il marchese si trasferì in Francia, e quindi a Parigi, dove si stabilì definitivamente nel 1782. Qui si avventurò in varie speculazioni finanziarie, come quella legata alla costruzione dell’Hôtel de Salm e del canale navigabile di Provins che, coinvolgendo anche il principe regnante Federico III di Salm-Kyrburg, provocò un clamoroso scandalo internazionale (1783-1787). Rifugiatosi poi nella discrezione di un’esistenza marginale, armato del suo proteiforme opportunismo, riuscì a sopravvivere attraversando indenne gli eventi della Rivoluzione francese. La morte lo colse ottantaduenne nella sua casa in rue de Malte a Parigi agli inizi di ottobre 1799.